# Flagge Portugals
Die Flagge Portugals entwickelte sich in der Geschichte des Landes von den königlichen Wappenbannern hin zum Symbol des republikanischen Portugal, das 1911 angenommen wurde. Sie wurde immer wieder dem zeitgenössischen Geschmack oder politischen Veränderungen angepasst, aber nie komplett durch ein neues Design ersetzt. Die einzelnen Elemente der heutigen Flagge stammen daher aus den verschiedenen Epochen der Geschichte Portugals. Bei der letzten Änderung, dem Wechsel der Hintergrundfarben von Blau-Weiß zu Grün-Rot, kam es in Portugal zu politischen Streitigkeiten. Unruhen brachen in der Kolonie Portugiesisch-Timor aus, wo die Flagge im alten Design als heilig verehrt wurde.
Neben der Nationalflagge gibt es eine Vielzahl von Flaggen für staatliche Organe und Verwaltungseinheiten, deren Aussehen gesetzlich geregelt ist. Hier finden sich immer wieder Teile und Symbole aus der heutigen Nationalflagge und ihren Vorgängern.

## Aufbau, Farben und Bedeutung

Konstruktionsschema mit offiziellen Dimensionen der Flagge Portugals. Alle Maße sind relativ zur Länge (L) angegeben.

Heraldisch ist die Flagge in Grün und Rot im Verhältnis 2:3 gespalten. In dem Dekret von 1911 wird die Flagge wie folgt beschrieben: bi-partida verticalmente em duas côres fundamentaes, verde escuro e escarlate, ficando o verde do lado da tralha („vertikal zweigeteilt in zwei Grundfarben, Dunkelgrün und Scharlachrot, mit der grünen Seite am Mast“).
Ursprünglich waren dies die Farben der republikanischen Bewegung, die sie von der radikal-republikanischen Geheimgesellschaft Carbonária übernahmen, die eine der Wurzeln der Revolution von 1910 war. Die Mitglieder nannten sich Köhler, nach dem älteren italienischen Vorbild der Carbonari. Die Köhler konnten ohne Einschränkung von den Städten in die Wälder gehen, wo die Gesellschaft konspirative Treffen veranstaltete, daher auch ihr zweiter Name: Die Wald-Freimaurer (Maçonaria Florestal). Johannes, dem Schutzpatron der Köhler, waren die Farben Rot und Grün zugeordnet, weswegen auch die wirklichen Köhler und später die Geheimgesellschaft diese Farben benutzten.
Zwar gab es auch schon zuvor portugiesische Flaggen mit dieser Farbkombination, doch dienten diese nicht als Vorbild für die heutige Nationalflagge. Für die Bedeutung der Farben gibt es verschiedene Erklärungen. Nach der geläufigsten aus der Zeit des Estado Novo steht die grüne Farbe für die Hoffnung und die rote Farbe für das Blut jener, die für die Nation ihr Leben gaben. Laut einer anderen Deutung soll die grüne Farbe die eroberten Kolonien darstellen, während das rote Farbelement das vergossene Blut im Kampf symbolisiert.

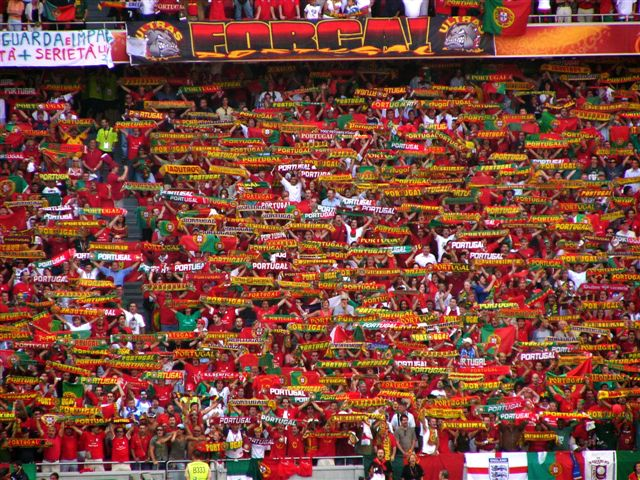
Portugiesische Fußballfans 2004 in den Nationalfarben

Die exakten Webfarben der Flagge sind offiziell geregelt:
| Rot  | Grün | Gelb | Blau | Weiß | Schwarz |
| #F00 | #060 | #FF0 | #039 | #FFF | #000    |

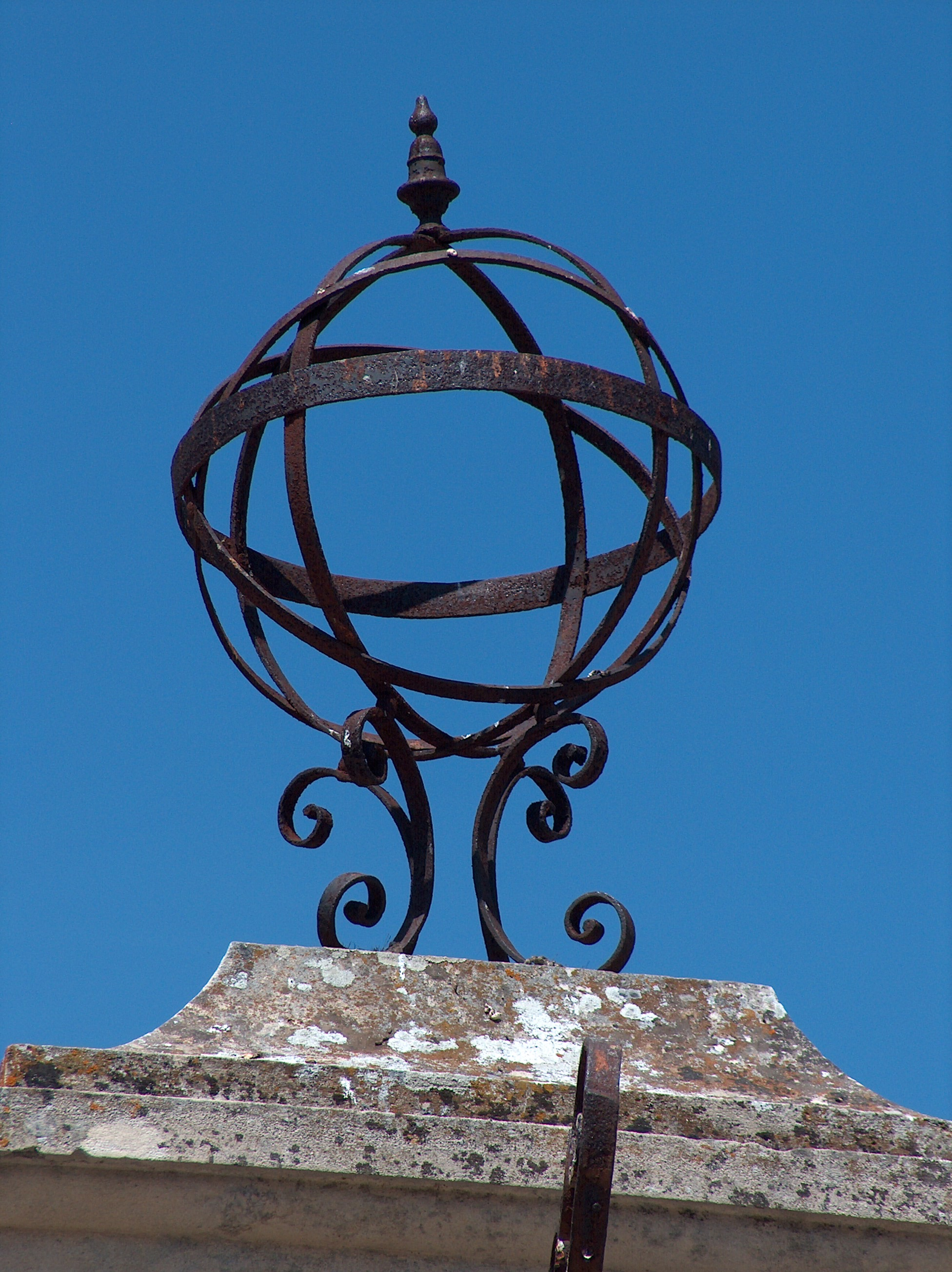
Modell einer Armillarsphäre auf einer Säule in der Stadt Constância

Die Flagge ist auf dem Spalt belegt mit einer Armillarsphäre (ein Navigationsgerät in Form einer stilisierten Weltkugel) aus fünf schmalen goldenen Bändern, welche den Äquator, die Ekliptik, die Wendekreise des Krebses und des Steinbocks und einen Meridian bezeichnen, sowie mit einem doppelt so breiten Band von links oben nach rechts unten, das die Ekliptik bzw. den jährlichen Sonnenumlauf bezeichnet. Die Armillarsphäre, ein persönliches Emblem von König Manuel I. (1495–1521), gilt als Symbol des Zeitalters der Entdeckungen und hat den Durchmesser der halben Höhe der Flagge.
Die Armillarsphäre ist mit einem weiß gerandeten roten Schild mit sieben goldenen kastilischen Burgen belegt, innerhalb derer wiederum belegt mit einem weißen Schild mit fünf blauen Schilden in Kreuzform, jedes mit fünf weißen Münzen 2:1:2. Der Wappenschild ist in verschiedenen Variationen seit 1495 Bestandteil der Flagge. Davor wurde für die Flagge das Wappen in ein Wappenbanner umgewandelt. Der Schild hat eine Breite, die einem Fünftel der Flaggenlänge entspricht und eine Höhe von 7/30 der Flaggenlänge. Armillarsphäre und Wappenschild bilden zusammen das Wappen Portugals.
Da die Nationalflagge durch das Wappen relativ kompliziert ist, gibt es immer wieder vereinfachende und falsche Darstellungen. Am häufigsten wird auf kleinen Piktogrammen einfach eine grün-rote Flagge ohne Wappen oder mit einer gelben Scheibe dargestellt. Größere Bilder lassen manchmal die Armillarsphäre weg, obwohl sie fester Bestandteil des Wappens ist. Ein weiterer häufiger Fehler ist die Verwendung von Türmen statt von Burgen im Wappen.

## Geschichte
Über die Flaggen der Gründungszeit Portugals im 12. Jahrhundert gibt es keine zeitgenössischen Quellen. Die meisten Berichte sind 200 Jahre jünger. Berichte über die Flaggen Portugals um 1400 stammen auch erst aus dem 16. Jahrhundert. Quelle ist hier das Nationalepos Portugals, die Lusiaden.

### 1095 bis 1248
Das erste bekannte Symbol Portugals war der Wappenschild von Heinrich von Burgund, der ab 1096/97 der zweite Graf von Portugal und Stammvater des ersten portugiesischen Königshauses war. 1095 trug Heinrich im Kampf gegen die Mauren laut der Quellen einen Schild mit einem einfachen blauen Kreuz auf silbernen Grund.
Der Sohn von Heinrich erklärte 1139 nach der Schlacht von Ourique gegen die Mauren die Unabhängigkeit des Königreichs Portugal von dessen Lehnsherren Kastilien und ließ sich als Alfons I. zum ersten König von Portugal krönen. 1143 wurde die Unabhängigkeit von Kastilien im Vertrag von Zamora anerkannt. Bis zu diesem Zeitpunkt führte Alfons denselben Schild wie sein Vater Heinrich. Laut einer Quelle von 1908 soll Alfons nach seiner Anerkennung als König als Zeichen seines neuen Status dem Kreuz fünfmal elf silbernen Münzen (besantes oder dinheiros) zugefügt haben. Sie sollen das Münzrecht des Königs symbolisieren.

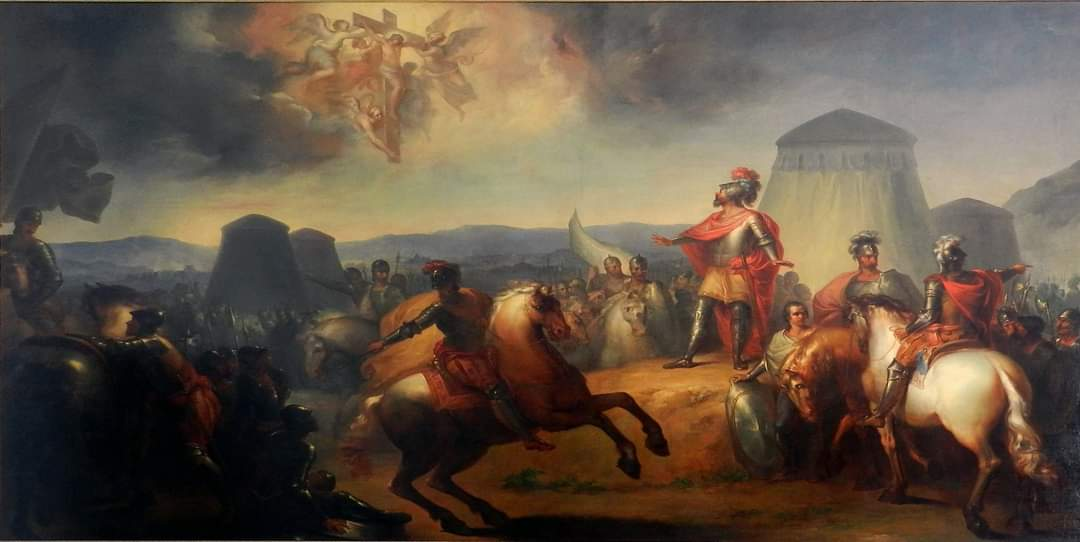
Die Schlacht von Ourique

Zu dieser Zeit war es üblich, die Kampfschäden auf Schilden zu reparieren, anstatt neue Schilde herzustellen. Daher waren Veränderungen in der Heraldik, wie Farbänderungen, der Verlust von Teilen der Symbole oder Abänderungen nicht ungewöhnlich. Der Schild von Alfons I. soll stark beschädigt gewesen sein, als sein Sohn Sancho I. ihn erbte. Das blaue Leder des Kreuzes wurde nur noch von den silbernen Nägeln, die die Münzen symbolisierten, gehalten. Dies führte angeblich dazu, dass das Leder zu kleinen blauen Schilden (den fünf quina) mit je elf Münzen im Zentrum zugeschnitten wurde. Die Spitze von drei der vier äußeren Schilde zeigte zum Zentrum des Kreuzes. Als Bedeutung berief man sich auf die Schlacht Alfons I. bei Ourique, bei der dieser die fünf maurischen Könige der Taifa-Reiche von Sevilla, Badajoz, Elvas, Évora und Beja besiegte und ihnen ihre Schilde abnahm. Sanchos Sohn Alfons II. und Enkel Sancho II. behielten das Wappen bei. Noch heute bilden die fünf Quinas das Zentrum des Wappens Portugals.

Heinrich von Burgund ab 1095
Alfons I. ab 1143
Sancho I. ab 1185

### 1248 bis 1495
Alfons III. war der jüngere Bruder seines Vorgängers Sancho II. und nicht dessen Sohn. Daher konnte er nach den damaligen heraldischen Regeln nicht das Wappen seiner Vorgänger übernehmen, ohne Änderungen vorzunehmen. Man vermutet, dass er kastilische Burgen in einem roten Rahmen um das alte Wappen aufnahm, weil seine Mutter Urraca und seine Frau Beatrix beide aus Kastilien stammten. Die Anzahl der Münzen auf den Quinas variierte zwischen sieben, elf und sechzehn. Sechzehn Münzen verwendete Alfons III. als Graf von Boulogne. Auch die Anzahl der Burgen wurde nicht festgelegt.
Nach dem Aussterben des burgundischen Hauses im Jahr 1383, wehrte Johann, der Großmeister des Ritterordens von Avis, 1385 in der Schlacht von Aljubarrota die kastilischen Ansprüche auf den portugiesischen Thron ab und wurde als Johann I. der erste portugiesische König des Hauses Avis. Johann nahm das grüne Lilienkreuz seines Ritterordens in sein Banner auf, dessen Enden nun auf der roten Umrandung erschienen und reduzierte die Anzahl der Burgen auf zwölf. In jeder Quina gab es nun sieben Münzen, andere Quellen geben elf Münzen pro Quina an.
Erst Johanns Enkel Johann II. führte 100 Jahre später erstmals das Wappen in seiner heute gebrauchten Form ein. Das Aviskreuz wurde wieder aus dem Wappen entfernt, die Anzahl der Münzen auf fünf pro Quina festgelegt, die Quinas alle mit der Spitze nach unten gedreht und ihre Spitzen abgerundet. Heutzutage sollen die fünf Münzen die fünf Wunden Christi darstellen. Zählt man kreuzweise die Münzen in den Schilden und zählt die in dem mittleren Schild doppelt, ergeben sich 30 Münzen. Diese stehen für die 30 Silbermünzen, die Judas für den Verrat an Jesus Christus erhielt. Die Anzahl der Burgen wurde auf sieben festgesetzt. In der modernen Deutung symbolisieren sie die sieben Schlachten, die König Alfons III. bei der Eroberung der Algarve und damit der endgültigen Vertreibung der Mauren aus dem heutigen Portugal gewann.

Alfons III. ab 1248
Johann I. ab 1385
Johann II. ab 1485

### 1495 bis 1667
König Manuel I. verwendete als erster statt eines quadratischen Wappenbanners eine Flagge mit dem Seitenverhältnis 2:3, die nicht den König, sondern das Reich repräsentierte. Auf weißem Hintergrund befand sich das Wappen Portugals mit elf Burgen und der königlichen Krone. Auf seiner persönlichen Standarte zeigte Manuel I., unter dessen Regentschaft der Seeweg nach Indien entdeckt wurde, erstmals die Armillarsphäre.
Manuel I. war bereits vor seiner Thronbesteigung 1495 Großmeister des Christusordens. Daher verwendete er ursprünglich auf See, später auch an Land, eine quadratische Flagge mit dem Kreuz des Christusordens auf grünem Grund.
1578 wurde unter König Sebastian I. am Vorabend der Schlacht von Alcácer-Quibir die Flagge verändert. Die Anzahl der Burgen wurde nun endgültig auf sieben festgesetzt und die Krone erhielt drei Bügel. Sebastian I. fiel in der Schlacht. Sein Großonkel Heinrich I. folgte ihm auf den Königsthron. Mit Heinrichs Tod 1580 starb die portugiesische Dynastie von Avis aus und Portugal fiel an den König von Spanien. Da Portugal und Spanien von ihm in einer Personalunion geführt wurde, war die Flagge Portugals weiter für das Land gültig. In das Banner des habsburgischen Königs wurde das Wappen Portugals aufgenommen.
1640 gelang es, die spanische Herrschaft abzuschütteln, und mit Johann IV. bestieg nun das Haus Bragança den Thron. Der Wappenschild auf der Flagge wurde auf die sogenannte Spanische Form etwas abgerundet. Als Flagge des Königs führte Johann das Wappen auf einem blauen Feld. Eine Renaissance erlebte die grüne Flagge mit dem Kreuz des Christusordens von Manuel I. zwar nur als inoffizielle, aber dafür populärere Flagge.

Flagge Portugals ab 1495
Persönliche Standarte Manuels I.
Alternative persönliche Standarte Manuels I.
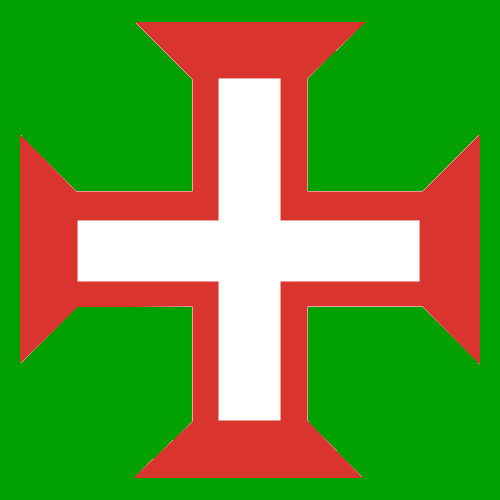
Alternative Nationalflagge unter Manuel I. und inoffizielle Flagge in der Zeit der Restauration 1640
Flagge Portugals ab 1578
Banner der spanischen Habsburger 1580 bis 1700
Flagge Portugals ab 1640
Flagge Johanns IV.

### 1667 bis 1830
Unter Peter II. wurde die bisherige Wappenkrone durch eine Krone mit fünf Bändern ersetzt. Die Königsflagge erhielt nun einen grünen Hintergrund. Sein Sohn Johann V. änderte 1706 nochmals Krone und Form des Wappenschildes (nun die Moderne Französische Form) und wählte eine rote Farbe als Hintergrund der Königsflagge. Rot blieb nun bis zum Ende der Monarchie die Farbe der portugiesischen Könige.
Der portugiesische Königshof war 1807 vor den Truppen Napoleons nach Rio de Janeiro geflohen, das zum neuen Regierungssitz des Reiches wurde. 1815 erhielt Brasilien den Status eines eigenen Königreichs, das mit Portugal in Personalunion von Johann VI. regiert wurde. 1816 vereinigte Johann VI. daher die Flaggen der Königreiche Portugals und Brasiliens: Er fügte aus der brasilianischen Flagge die Armillarsphäre in die portugiesische ein. Außerdem wurde der Wappenschild erneut abgerundet. Die Königsflagge Portugals blieb unverändert. Als Brasilien wieder den Status einer Kolonie erhalten sollte, ließ sich der portugiesische Kronprinz als Peter I. zum Kaiser von Brasilien krönen und erklärte 1822 die Unabhängigkeit des Landes, womit Portugal seine größte und reichste Kolonie endgültig verlor.

Flagge Portugals ab 1667
Flagge Peters II.
Flagge Portugals ab 1706

Flagge Johanns V.
Flagge des Vereinigten Königreichs von Portugal, Brasilien und den Algarven 1816 bis 1822
Flagge des Königreichs Brasilien 1816 bis 1822

### 1830 bis heute
Nach der Trennung von Portugal und Brasilien 1822 führten die Könige Portugals weiter die Unionsflagge. Während des Miguelistenkrieges wurde von den Liberalen eine Exilregierung auf den Azoren gegründet. Sie verwendete eine blau-weiße Flagge mit dem Staatswappen in moderner französischer Form und einer Krone im Zentrum. Nachdem König Michael I. 1834 ins Exil gegangen war, wurde die blau-weiße Flagge die neue Flagge Portugals. Zur See nahm der blaue Teil ein Drittel der Flagge ein, zu Land waren die beiden Teile der Flagge gleich groß. Peter V. (1853–1861) änderte nochmals die Flagge des Königs ab und fügte an das Wappen unten das Kreuz des Christusordens an.

2:3   Flagge Portugals ab 1830
2:3   Flagge Portugals zur See ab 1830
2:3  Flagge Peters V.

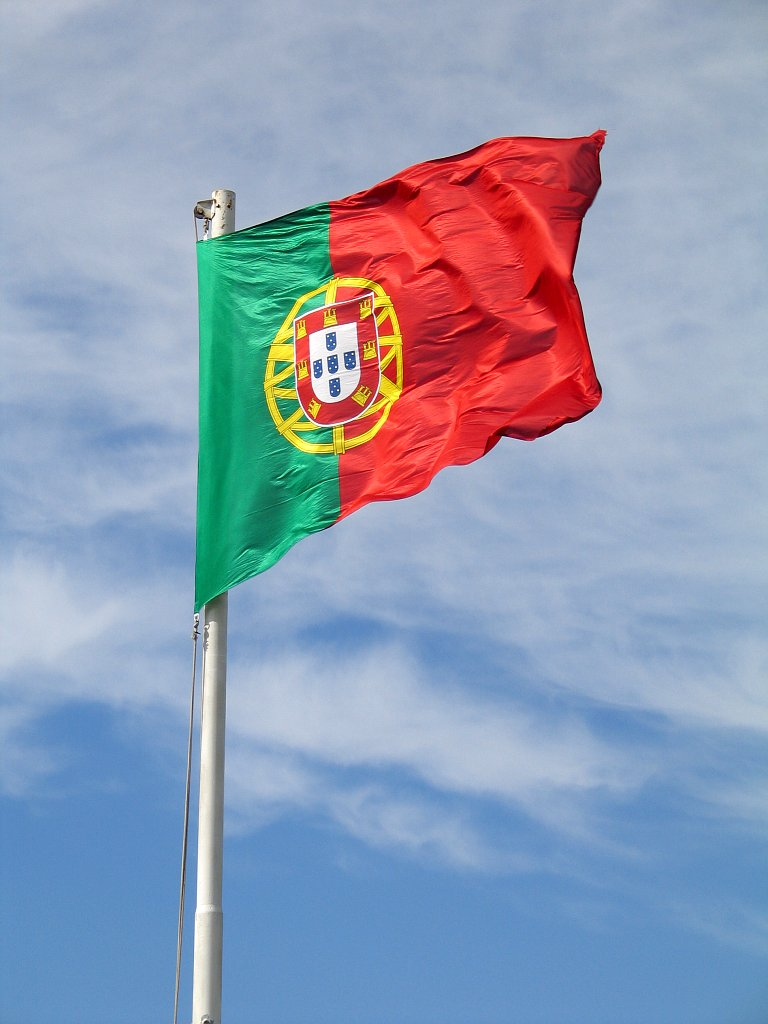
Flagge der Republik Portugal

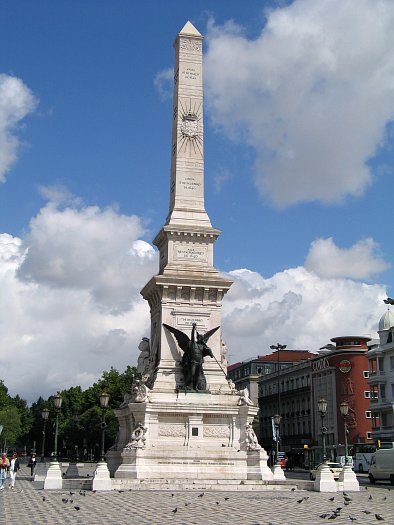
Das Denkmal der Restauratoren (Monumento Restauradores) in Lissabon, wo die neue Nationalflagge das erste Mal gesetzt wurde

Mit der Ausrufung der Republik am 5. Oktober 1910 brach ein so heftiger Streit über die zukünftigen Symbole des Landes aus, dass man später vom „Flaggenkrieg“ (A Guerra das Bandeiras) sprach. In dieser Zeit gab es eine Vielzahl von unterschiedlichen Vorschlägen für eine neue Nationalflagge. Vor allem über die Grundfarben wurde diskutiert. Während die Republikaner Rot und Grün als neue Farben wollten, hielten die Monarchisten am alten Blau-Weiß fest. Blau hatte zudem eine religiöse Bedeutung als Farbe Unserer Lieben Frau der Empfängnis (Nossa Senhora da Conceição), der Schutzpatronin Portugals. Dies war ein Dorn in den Augen der Republikaner, die die Säkularisation Portugals anstrebten. In einer Regierungskommission wurden ab dem 15. Oktober 1910 verschiedene Entwürfe diskutiert. Mitglieder waren der Journalist und Politiker João Chagas, der Maler Columbano Bordalo Pinheiro, der Schriftsteller Abel Botelho und zwei militärische Führer der Revolution, Ladislau Pereira und Afonso Palla. Schließlich entschied sich die Kommission für das Grün-Rot der Republikanischen Partei. Die politische Bedeutung dieser Farben, die bereits die republikanischen Aufständischen vom 31. Januar 1891 in Porto verwendeten, wurde hinter patriotischen Begründungen verborgen.
In großer Zahl wurde die neue Flagge im Cordoaria Nacional („nationales Schiffstauhaus“) hergestellt und im gesamten Land offiziell zum Jahrestag der Wiederherstellung der Unabhängigkeit am 1. Dezember 1910 präsentiert. Der Tag wurde von der Regierung als „Tag der Flagge“ ausgerufen, der heutzutage aber nicht mehr gefeiert wird. In der Hauptstadt Lissabon wurde die neue Flagge zum Monumento Restauradores gebracht und dort das erste Mal gesetzt.
Die Verordnung, welche die blau-weiße Flagge der Monarchie gegen die grün-rote Flagge der Republik austauschte, wurde von der verfassunggebenden Versammlung verabschiedet und im Diário do Governo Nr. 141 am 19. Juni 1911 veröffentlicht. Am 30. Juni 1911 wurden die Regularien offiziell im Diário do Governo Nr. 150 veröffentlicht.
Bis zur Nelkenrevolution 1974 hatte sich die grün-rote Flagge als Nationalflagge soweit etabliert, dass der Wechsel von der Diktatur zurück zur Demokratie nicht zu Diskussionen über eine neue Flagge führte, obwohl die Flagge, ebenso wie das Wappen und deren Bestandteile, vom Estado Novo (und der vorangehenden Militärdiktatur ab 1926) beibehalten und ausgiebig verwendet worden waren. Die grün-rote Flagge wurde weiterhin mit der Republik von 1910 anstatt mit der Diktatur Salazars assoziiert. Die Farben der Flagge sind bis heute die Nationalfarben Portugals und finden sich auf diese Weise auch im täglichen Leben, zum Beispiel bei Sportveranstaltungen.

### Weitere historische Flaggen

#### Flaggen des Estado Novo

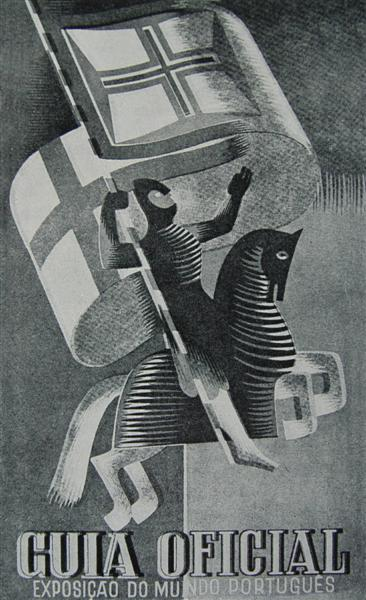
Broschüre der Portugiesischen Weltausstellung von 1940 mit Symbolen des Regimes

Während der faschistischen Diktatur António de Oliveira Salazars zwischen den 1930er Jahren und 1974, dem Estado Novo, gab es mehrere politische Organisationen mit eigenen Flaggen. Die União Nacional (Nationale Union) war die einzige legale Partei während der Diktatur, die aber offiziell keine Partei, sondern eine „Organisation der Einheit aller Portugiesen“ war. Sie zeigte auf einer quadratischen Flagge die fünf Quinas und einen blauen Rahmen. Die Legião Portuguesa („Portugiesische Legion“) war eine paramilitärische Staatsorganisation. Sie verwendete eine quadratische Flagge mit dem grünen Kreuz des Ritterordens von Avis auf weißen Grund mit grünem Rahmen. Die Mocidade Portuguesa („Portugiesische Jugend“) war die nationale Jugendorganisation. Sie benutzte eine Flagge ähnlich jener von Johann I. mit dem Wappen Portugals als Grundlage und dem Avis-Kreuz, wobei die Quinas jedoch jeweils nur fünf Münzen trugen, wie im modernen Wappen üblich, und ihre Form zu einem Fünfeck abgewandelt wurde. Bei der Version der Jugendorganisation für Mädchen (Mocidade Portuguesa Feminina) war das Quadrat auf die Spitze gedreht. Die Exposição do Mundo Português (deutsch Ausstellung der portugiesischen Welt) von 1940 in Lissabon hatte ebenfalls eine eigene Flagge.

1:1  União Nacional
1:1  Legião Portuguesa
1:1  Mocidade Portuguesa
1:1  Mocidade Portuguesa Feminina
1:1  Portugiesische Weltausstellung 1940

#### Flaggen der Kolonien

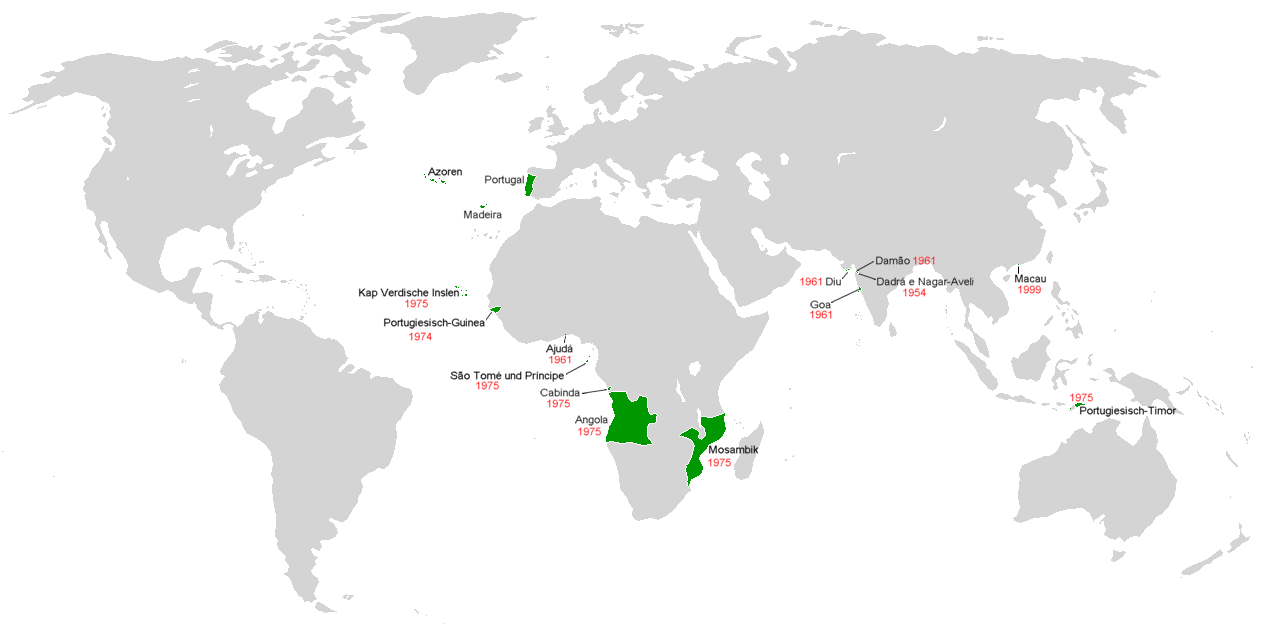
Kolonien Portugals im 20. Jahrhundert mit dem Jahr des Verlustes

In der Regel hatten die Kolonien Portugals keine eigene Flaggen. Verwendet wurde meistens nur die Nationalflagge Portugals.
In der Kolonie Portugiesisch-Timor hatte die Flagge für die Kolonialherrschaft eine besondere Bedeutung. Die Liurais, die traditionellen Herrscher Timors, schöpften einen Teil ihres Herrschaftsanspruchs aus heiligen Objekten (Lulik), die im Besitz der Herrscherfamilien waren. Als die Portugiesen die Timoresen unterwarfen, übergaben sie den Liurais als Vasallen die portugiesische Flagge, die in den Augen der Timoresen, genauso wie der Flaggenmast, selbst zu heiligen Objekten wurden, welche die Herrschaft der Portugiesen und der ihnen treuen Liurais legitimierte. Besonders in der Kultur der Mambai erhielt der Flaggenkult eine zentrale Bedeutung. Nach deren Ursprungsmythos entsteht die Weltordnung durch zwei Brüder. Der ältere Bruder, von dem demnach die Völker Timors abstammen, hat die rituelle Macht über den Kosmos inne. Der jüngere Bruder besitzt die Macht über die gesellschaftliche Ordnung. Von diesem stammen die nicht-timoresischen Völker ab, in diesem Fall die Portugiesen. Der Mythos berichtet vom Verlust, der Suche und der Wiedererlangung eines verlorenen, heiligen Gegenstandes, nämlich der portugiesischen Flagge. Diese heilige Bedeutung der blau-weißen Flagge führte zu einigen Problemen, als die Flagge Portugals 1910 beim Wechsel von der Monarchie zur Republik zur grün-roten geändert wurde. So wurde die neue Flagge oft nicht angenommen und die alte Flagge der Monarchie von den Liurais weiter benutzt.

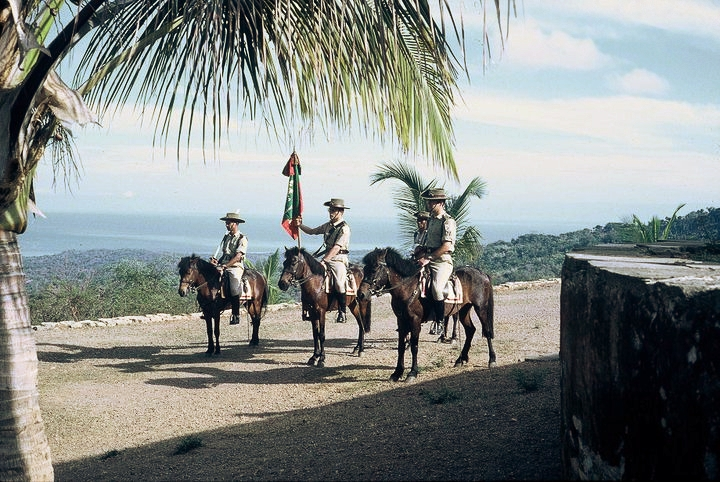
Portugiesische Kavallerieangehörige 1969 mit Nationalstandarte in Portugiesisch-Timor

Eine Besonderheit waren die Flaggen der Regierung und des Parlaments von Macau, dem Loyalen Senat (Leal Senado). Beide waren hellblau. Die Flagge der Regierung zeigte das große Wappen Macaus von 1935. Auf dem Spruchband unter dem Wappen stand ursprünglich „Portugiesische Kolonie von Macau“ (Colónia Portuguesa de Macau), ab 1951 „Portugiesische Provinz von Macau“ (Provín. Portuguesa de Macau) und ab 1975 bis zur Übergabe Macaus an die Volksrepublik China 1999 „Regierung von Macau“ (Governo de Macau). Von den Regierungen anderer Kolonien Portugals ist eine solche Flagge nicht bekannt. Die Flagge des Leal Senado trug den portugiesischen Wappenschild mit zwei Engeln als Schildhaltern und oberhalb ein Kreuz des Christusordens, eine goldene Krone und eine goldene Armillarsphäre. Darunter ein Spruchband mit der Inschrift „Stadt des Namens des Herrn von Macau, keine andere war treuer“ (Cidade do Nome de Deus de Macau não há outra mais leal). Der Senat erhielt den Beinamen loyal, da er sich weigerte, das Königreich Spanien, mit dem Portugal von 1580 bis 1640 in einer Personalunion verbunden war, als neue Führungsmacht auf Macau anzuerkennen. Aus diesem Grund wehte während dieser Zeit auch nicht die spanische, sondern weiter die portugiesische Flagge über Macau. Die Flagge des Leal Senado wurde gerne als inoffizielle Flagge Macaus verwendet, offiziell war dies jedoch die Nationalflagge Portugals.

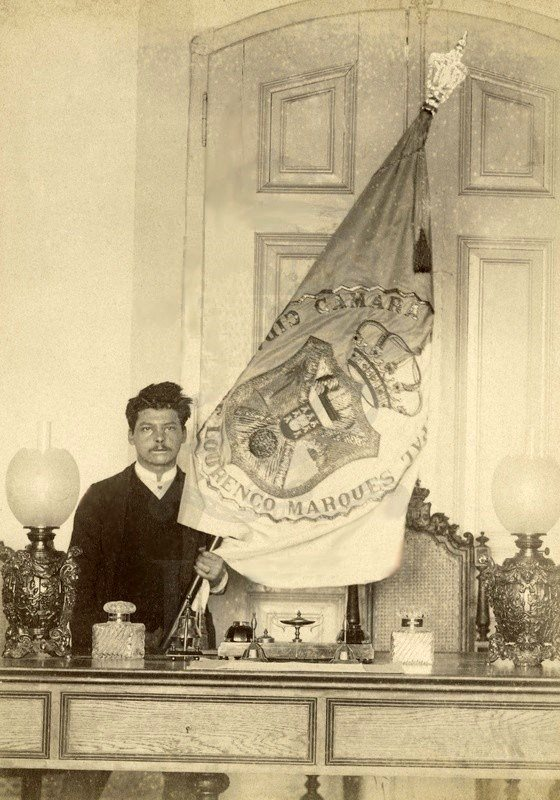
Flagge der Stadt Lourenço Marques (Maputo) um 1900

Durchaus üblich waren Flaggen der kolonialen Städte, die sich an den Gemeindeflaggen Portugals orientierten. So zum Beispiel die Flagge von Dili, der Hauptstadt Portugiesisch-Timors. Die achtfach grün-weiß geständerte Flagge zeigte im Zentrum das Wappen der Stadt, geschmückt mit einer gemauerten Krone. Die goldene Farbe der Krone verwies auf Dilis Status als Hauptstadt einer portugiesischen Überseeprovinz. Die fünf Türme zeigten an, dass Dili eine Cidade mit mehr als 10.000 Einwohnern war.

Flagge Dilis ab 1952
Flagge der kolonialen Regierung Macaus
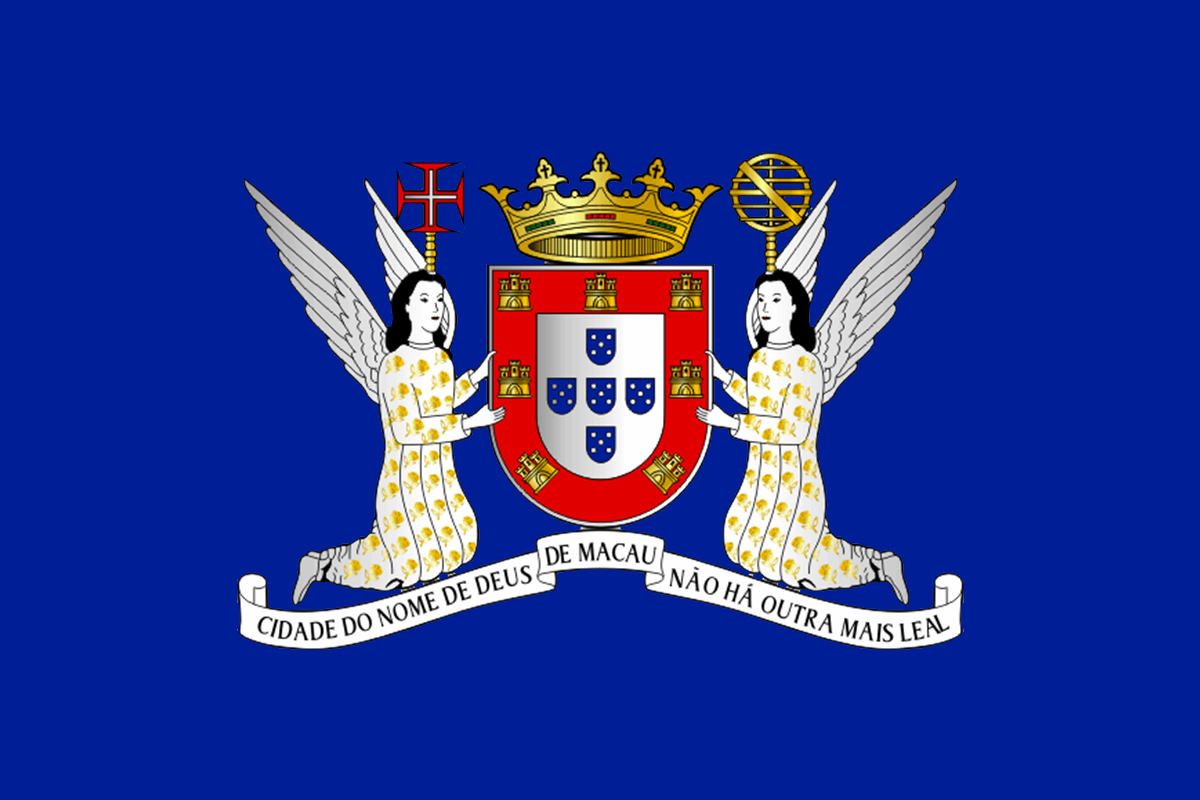
Flagge des Leal Senado

Laut einer Quelle aus dem Jahr 1939 führten die verschiedenen offiziellen Amtsträger für die Überseeprovinzen Portugals Flaggen mit einer einheitlichen Gestaltung, das sich heute auch noch bei Mitgliedern der Regierung findet. Es bestand aus einer weißen Grundfläche mit dem Staatswappen im Zentrum. Außer beim kolonialen Hochkommissar ruhte bei den kolonialen Amtsträger das Staatswappen zusätzlich auf einem Kreuz des Christusordens.

2:3  Kolonialer Hochkommissar
2:3  Generalgouverneur der Kolonie
2:3  Gouverneur der Kolonie

2:3  Kolonialer Provinzgouverneur
2:3  Kolonialer Distriktintendant

1932 schlug Affonso Dornellas verschiedene neue Wappen für die Kolonien vor, die er auch in Flaggen einfügte. Zwar wurden die Elemente Teil der kolonialen Wappen ab 1935, die Flaggen wurden aber nicht eingeführt.

Kap Verde
- Kap Verde
Macau
- Macau
Portugiesisch-Guinea
Portugiesisch-Guinea
Portugiesisch-Indien
- Portugiesisch-Indien
- Portugiesisch-Timor
- Portugiesisch-Timor
Portugiesisch-Ostafrika (Mosambik)
- Portugiesisch-Ostafrika (Mosambik)
São Tomé und Príncipe
- São Tomé und Príncipe
Portugiesisch-Westafrika (Angola)
- Portugiesisch-Westafrika (Angola)

Der portugiesische Heraldiker F. P. de Almeida Langhans schlug 1967 vor, für die Kolonien Portugals die jeweiligen Wappen im unteren rechten Viertel der Nationalflagge hinzuzufügen. Auch dieser Vorschlag wurde nie umgesetzt.

Kap Verde
Kap Verde
Macau
Macau
Portugiesisch-Guinea
Portugiesisch-Indien
Portugiesisch-Timor
Portugiesisch-Ostafrika (Mosambik)
- São Tomé und Príncipe
Portugiesisch-Westafrika (Angola)
Portugiesisch-Timor
Portugiesisch-Ostafrika (Mosambik)
Portugiesisch-Ostafrika (Mosambik)
São Tomé und Príncipe
São Tomé und Príncipe
Portugiesisch-Westafrika (Angola)
Portugiesisch-Westafrika (Angola)

## Flaggenprotokoll

### Gesetzgebung

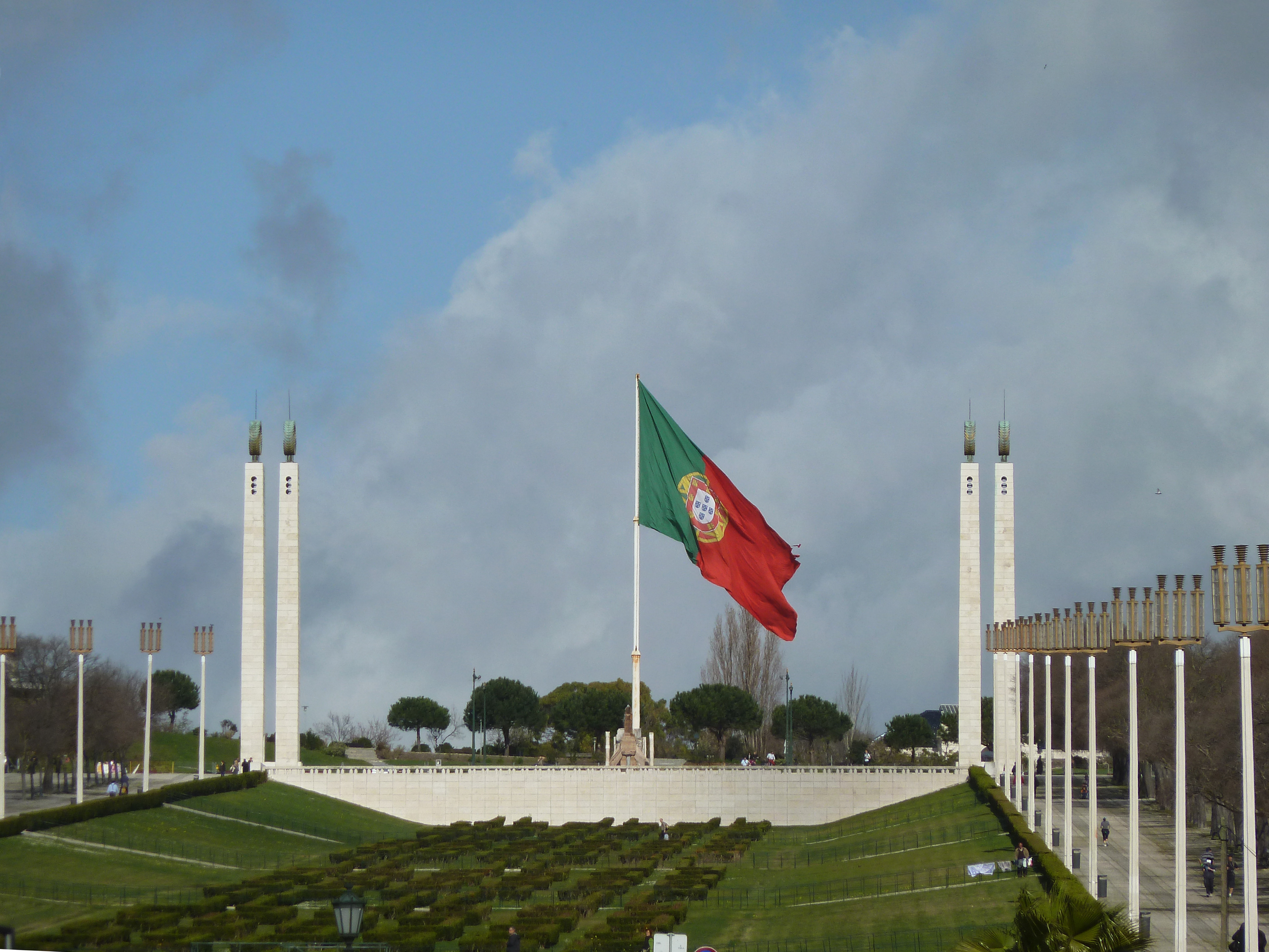
Der Parque Eduardo VII gesehen von der Praça do Marquês de Pombal in Lissabon

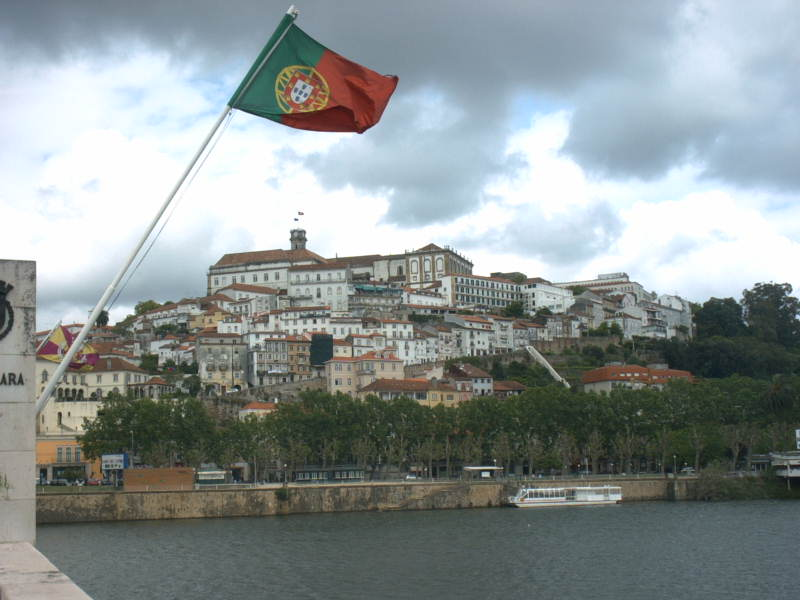
Flagge an der Ponte de Santa Clara in Coimbra

Die Verfassung Portugals gibt in Artikel 11 relativ knapp vor:

„Die Nationalflagge (Bandeira Nacional), Symbol der Souveränität der Republik und Portugals Unabhängigkeit, Einigkeit und Integrität, ist jene, die von der Republik angenommen wurde, die am 5. Oktober 1910 ausgerufen wurde.“

Am 30. März 1987 wurde die Verordnung Nr. 150 abgewandelt. Demnach soll die Flagge an Sonntagen, und nationalen Feiertagen im ganzen Land zwischen neun Uhr morgens und Sonnenuntergang gesetzt werden. Nachts muss die Flagge ausreichend beleuchtet werden. Auch an Tagen, an denen offizielle Zeremonien oder feierliche, öffentliche Versammlungen stattfinden, kann die Flagge am Veranstaltungsort gehisst werden. An anderen Tagen kann die Flagge gesetzt werden, wenn die Zentralregierung, regionale oder lokale Gebietskörperschaften oder die Führung von privaten Institutionen es für angebracht halten. Die Flagge muss dem offiziellen Design entsprechen und sich in gutem Zustand befinden. An den Hauptgebäuden öffentlicher Körperschaften, zivilen und militärischen Nationalmonumenten kann die Nationalflagge täglich gesetzt werden. Ebenso an öffentlichen Verwaltungsgebäuden und Hauptsitzen von öffentlichen Gesellschaften und Institutionen. Bürger und private Institutionen dürfen die Flagge ebenfalls setzen, sofern sie die gesetzlichen Bestimmungen beachten und die Flagge mit Respekt behandeln. Eine Strafe bei Missachtung dieser Regeln ist in der Verordnung nicht vorgesehen. Bei Einrichtungen von internationalen Organisationen in Portugal wird die Flagge der dort gültigen Flaggenprotokolle gesetzt.
Sind andere Flaggen neben der Nationalflagge gesetzt, darf die Nationalflagge nicht kleiner als die andere Flagge sein und muss auf der Ehrenposition gesetzt werden. Bei zwei Flaggenmasten ist dies der rechte Mast aus Sicht einer Person, die auf die Außenseite eines Gebäudes sieht. Bei dreien ist dies der mittlere Mast. Bei mehr als drei Masten innerhalb eines Gebäudes und einer ungeraden Anzahl der mittlere Mast, bei gerader Anzahl der Mast rechts von der Mitte. Außerhalb des Gebäudes ist es in jedem Fall der Mast am rechten Ende der Reihe. Falls die Masten unterschiedlich hoch sind, muss die Nationalflagge am höchsten Punkt gesetzt sein. Die Masten müssen allgemein an prominenten Stellen stehen oder befestigt sein, sei es am Boden, an Fassaden oder auf Dächern. Die Flagge darf nicht als reine Dekoration, zum Verhüllen oder für Verwendungen benutzt werden, die sie entwürdigen.
Ist Staatstrauer angesetzt, wird die Flagge an der festgesetzten Anzahl von Tagen auf halbmast gesetzt. Jede Flagge, die mit der Nationalflagge gemeinsam gehisst wird, muss dann ebenfalls auf halbmast gesetzt werden.

### Falten der Nationalflagge
Will man die Nationalflagge korrekt zusammenfalten, benötigt man vier Personen, die sie dabei an den Seiten halten. Ziel ist ein Päckchen, bei dem nur der Wappenschild oben sichtbar ist. Zuerst wird das obere Drittel der Flagge umgeklappt, so dass der obere Rand des Wappens am äußeren Rand liegt. Ebenso wird mit dem unteren Drittel verfahren. Als Nächstes faltet man den verbliebenen roten Teil, bis zum Rand des Wappens nach unten. Da das verbliebene grüne Stück länger als das Wappen ist, wird es eingeschlagen, so dass es komplett unter dem Wappen verschwindet.
| 1. Schritt | 2. Schritt | 3. Schritt | 4. Schritt |
| 1. Schritt | 2. Schritt | 3. Schritt | 4. Schritt |

## Weitere Flaggen Portugals

### Flaggen der Regierung
Die Flagge des Staatspräsidenten von Portugal besteht aus dem Wappenschild mit der goldenen Armillarsphäre auf grünem Grund. Sie weht am Sitz des Präsidenten im Palácio Nacional de Belém und am Wagen des Präsidenten. Dieselben Symbole finden sich auf den Flaggen der Minister. Als Hintergrund dient ein grünes Andreaskreuz auf weißem Grund. Die Flagge des Premierministers hat zudem einen roten Rand mit goldenen Lorbeerblättern. Die Flagge des heute nicht mehr existierenden Kriegsministers war eine grün-rote zweigeteilte Flagge mit fünf weißen Sternen. Das portugiesische Parlament führt seit dem 3. Januar 2007 Wappenschild und Armillarsphäre auf einer Flagge mit grünen Rand und weißem Grund.

Flagge des Präsidenten
Flagge des Premierministers
Flagge eines portugiesischen Ministers

Flagge des portugiesischen Parlaments
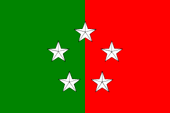
Ehemalige Flagge des Kriegsministers

### Militärische Flaggen

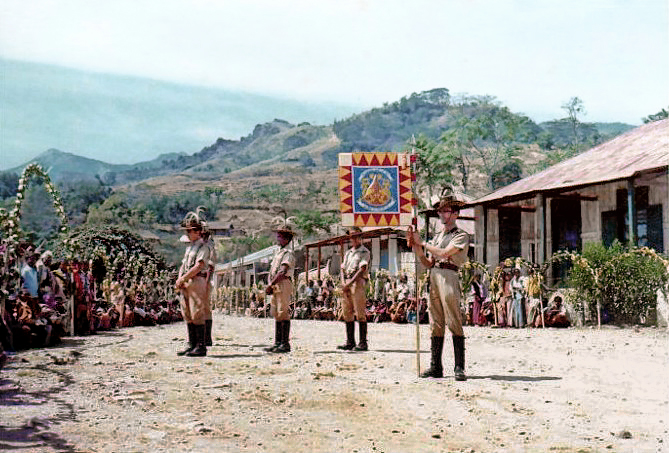
Standarte der 6. Kavallerieschwadron in Portugiesisch-Timor (1968/1970)

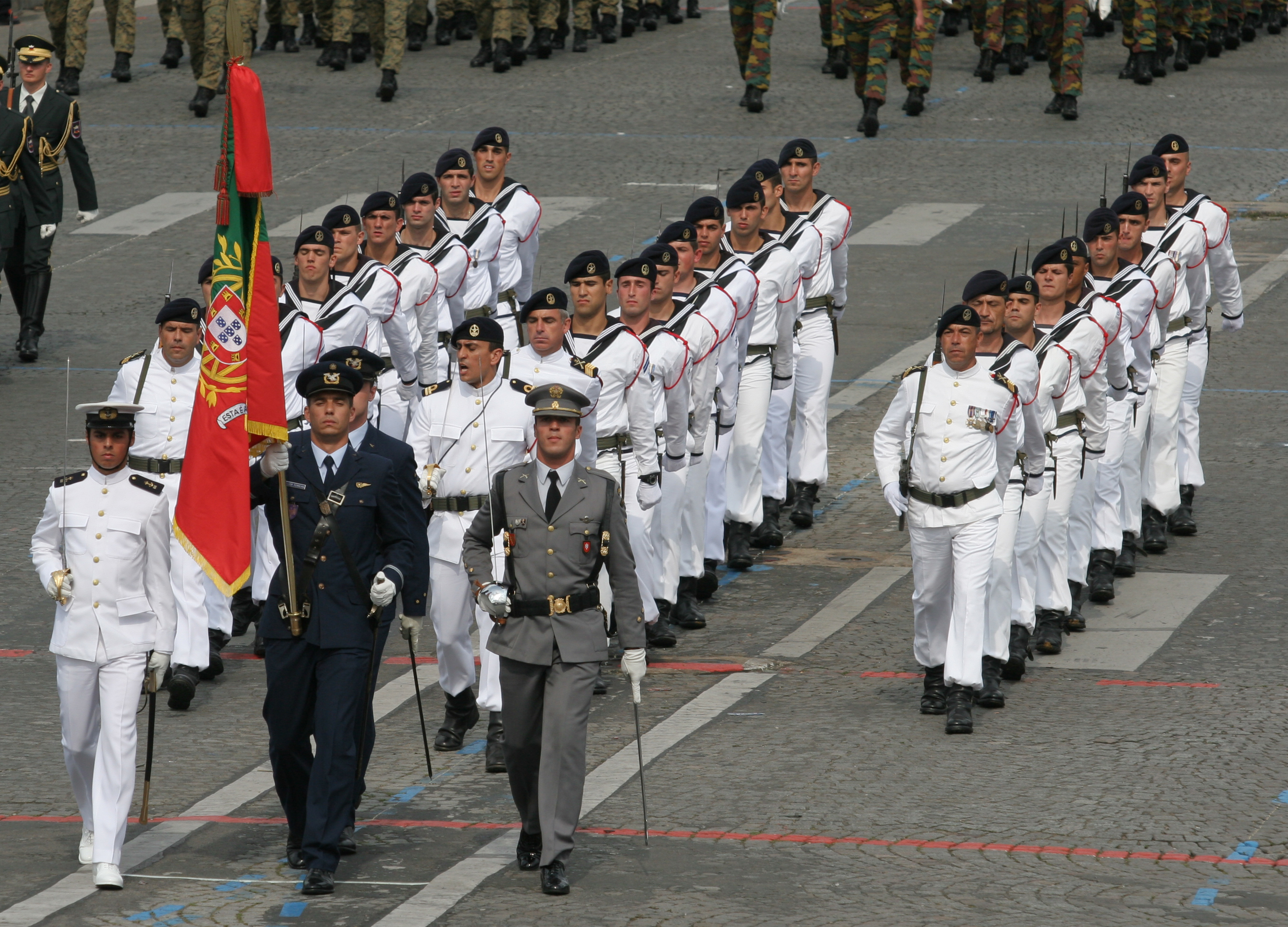
Militärparade mit die Truppenfahne der Streitkräfte

Portugals Streitkräfte führen an Land eine eigene Flagge, die 1911 angenommen wurde. Sie hat ein Seitenverhältnis von 12:13 und der Hintergrund ist 1:1 vertikal in eine grüne und eine rote Hälfte geteilt. In der Mitte liegt die große Version des Wappens Portugals: der Wappenschild mit der Armillarsphäre, goldenen Lorbeerzweigen und einem Spruchband auf dem „Esta é a ditosa pátria minha amada“ („Dies ist mein geliebtes, glückliches Vaterland“) steht. Es ist ein Vers von Luís de Camões, Portugals Nationaldichter.
Ebenfalls seit 1911 existiert die aktuelle Gösch (jaco oder jaque) der Marine Portugals, eine quadratische Flagge mit grünem Rand (1/8 der Flaggenbreite) und dem kleinen Staatswappen (Wappenschild mit Armillarsphäre) im Zentrum auf rotem Grund. Die Armillarsphäre hat einen Durchmesser von 3/7 der Flaggenbreite. Sie wird zwischen Sonnenauf- und -untergang am Bug von Schiffen gesetzt, die ankern oder im Hafen liegen. Die Nationalflagge weht am Heck zwischen Sonnenauf- und -untergang, wenn das Schiff ankert oder im Hafen liegt und 24 Stunden am Tag, wenn das Schiff auf Fahrt ist.

Banner der Portugiesischen Marine für den Hauptmast

Zusätzlich verfügt die Marine Portugals über verschiedene Rangflaggen, die alle ein grünes Kreuz auf weißem Grund zeigen. Als es noch einen Marineminister gab, führte dieser dazu das Staatswappen mit Wappenschild und Armillarsphäre im Zentrum. Möglicherweise wird diese Flagge heute vom Verteidigungsminister verwendet. Der Oberkommandierende der Flotte führt im oberen linken Feld das Kreuz des Christusordens, der Admiral der Flotte an selber Stelle das Staatswappen mit Wappenschild und Armillarsphäre und ein Admiral nur das Kreuz. Ein Vizeadmiral zeigt im oberen linken Feld eine rote Scheibe, ein Konteradmiral eine zweite im unteren linken Feld. Die zusätzlichen Symbole in den Admiralsflaggen sind dabei in den Feldern nach links versetzt.
Heer und Luftstreitkräfte verfügen über eigene Flaggen. Das Heer hat eine rote Flagge mit goldenen Löwen und Schwert. Die Luftstreitkräfte haben eine mittelblaue Flagge mit einem goldenen, rot bewehrten Adler oben links mit einem Spruchband, auf dem der lateinische Wahlspruch „Ex moro motu“ steht.

Truppenfahne der Portugiesischen Streitkräfte
Gösch der Marine
Flagge eines Konteradmirals
Flagge eines Vizeadmirals
Flagge eines Admirals
Flagge des Admirals der Flotte
Flagge des Oberkommandierenden der Flotte
Flagge des Ministers der Marine
Flagge eines Generalmajors
Flagge eines Generalleutnants
Flagge eines Generals
Flagge eines Marschalls

### Subnationale Flaggen
Portugal verfügt mit den Azoren und Madeira über zwei Inselgruppen im Atlantik, die als autonome Regionen verwaltet werden.

Flagge der Azoren
Flagge Madeiras

Das kontinentale Portugal unterteilt sich in fünf Regionen, 18 Distrikte (wovon zumindest einige Flaggen haben) und 308 Municípios („Gemeindebezirk“) mit mehr als 4000 Freguesias („Gemeinden“). Die Municípios und Freguesias verfügen über eigene Flaggen. Das Aussehen der Flagge ist prinzipiell von der Größe der Bevölkerung abhängig. Man unterscheidet drei Größenordnungen:
1. Cidade: Eine Stadt mit mindestens zehntausend Einwohnern.
2. Vila: Eine Kleinstadt mit einigen tausend Einwohnern.
3. Aldeia: Ein Dorf mit bis zu einigen hundert Einwohnern.

Im Zentrum jeder Flagge befindet sich in der Regel das Ortswappen, es kann aber auch zur Vereinfachung weggelassen werden. Dem Wappen wird zudem noch eine silberne gemauerte Krone aufgesetzt mit drei (Aldeia), vier (Vila) oder fünf (Cidade) Türmen. Lissabon als Hauptstadt trägt eine goldene Krone. Unterhalb des Wappens findet sich zudem ein Spruchband mit dem Namen der Verwaltungseinheit. Nach dem Gesetz für Gemeindenflaggen haben Cidades achtfach geständerte, Vilas geviertelte und Aldeias einfarbige Flaggen. Außerdem besagt das Gesetz, dass entsprechend den heraldischen Regeln Farbe nur auf Metall (Silber oder Gold), und Metall nur auf Farbe folgen darf. Allerdings gibt es immer wieder Ausnahmen, zum Beispiel hat Fronteira eine einfarbige statt einer geviertelten Flagge, die Flagge von Lagos ist geviertelt statt achtfach geständert. Zudem verläuft die Viertelung nur bei der Flagge von Lagos diagonal. Dies soll ein Verweis auf die persönliche Standarte von König Manuel I. sein, unter dessen Regentschaft Lagos von der Erforschung der neuen Seewege profitierte. Auch die Farbregel wird nicht immer eingehalten, so bei der Flagge von Maia, bei der die heraldische Farbe Rot auf die heraldische Farbe Blau folgt. Die Gemeinde Horta auf den Azoren verwendet statt einer gemauerten eine goldene Krone.
Übersicht: Liste der Municípios in Portugal
Korrekte Flaggen

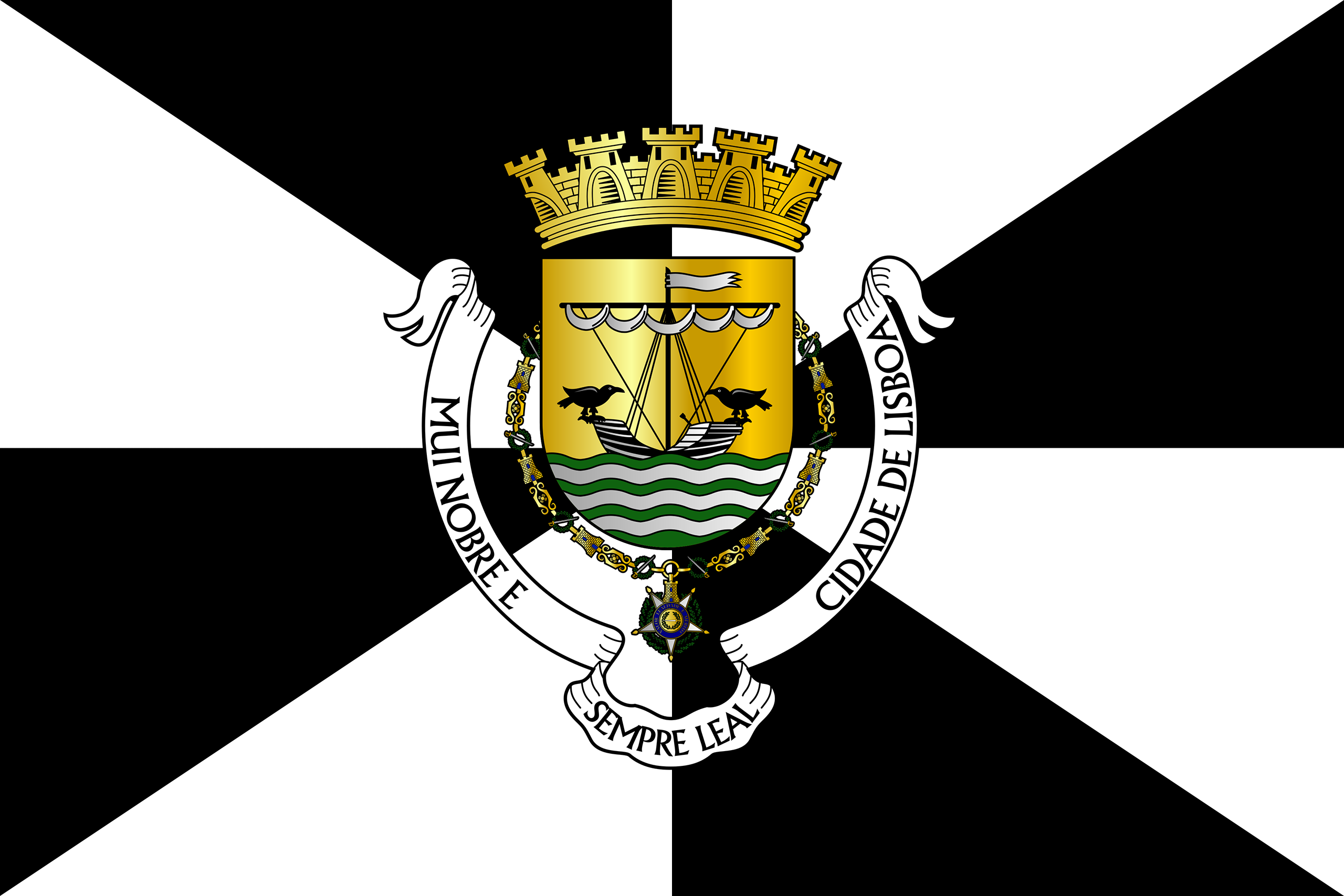
Lissabon (Hauptstadt)
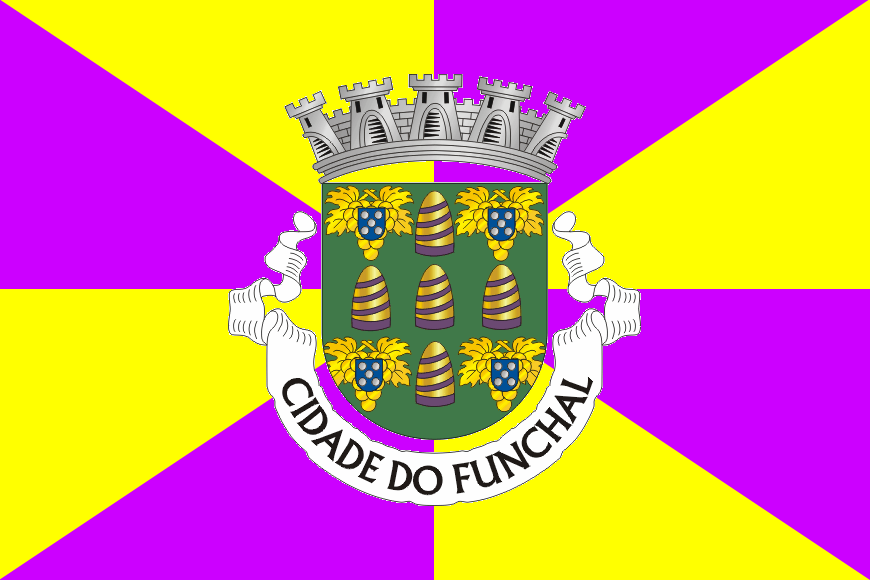
Funchal (Cidade)
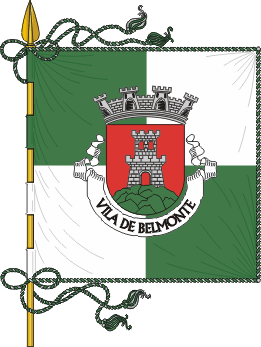
Belmonte (Vila)
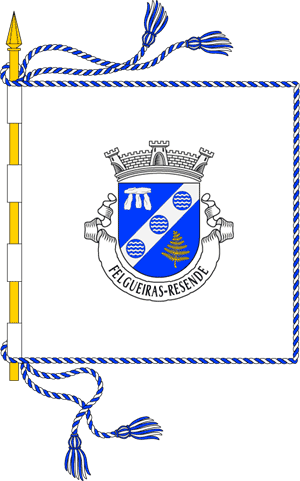
Felgueiras (Aldeia)

Flaggen, die dem Gesetz widersprechen

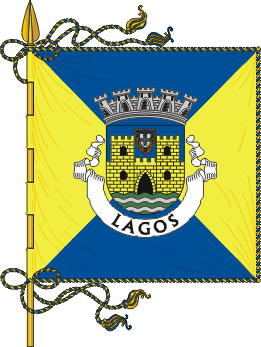
Lagos (Cidade mit diagonal geviertelter Flagge)
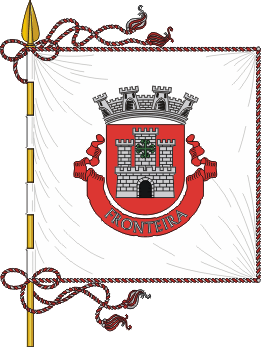
Fronteira (Vila mit einfarbiger Flagge)
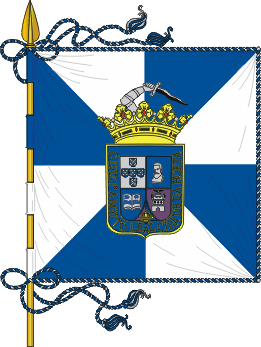
Horta (Goldene statt gemauerte Krone)
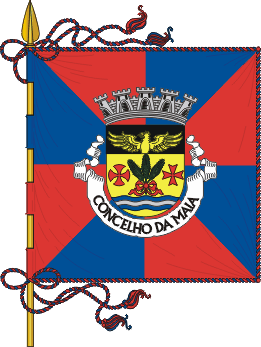
Maia (Farbe neben Farbe)

## Siehe auch

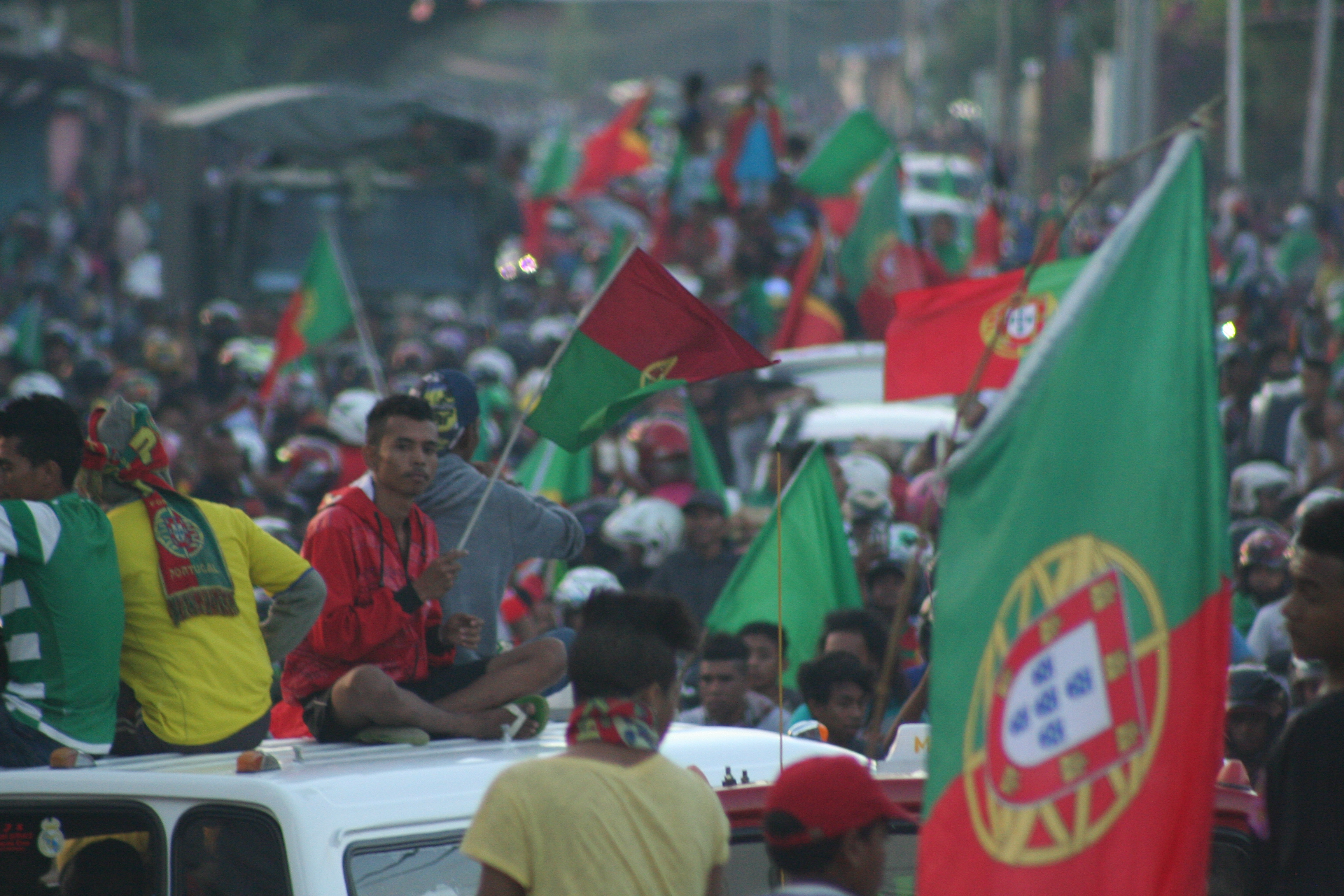
Feiern in Dili nach dem Sieg Portugals bei der Fußball-Europameisterschaft 2016

### Flaggen der christlichen Orden in Portugal

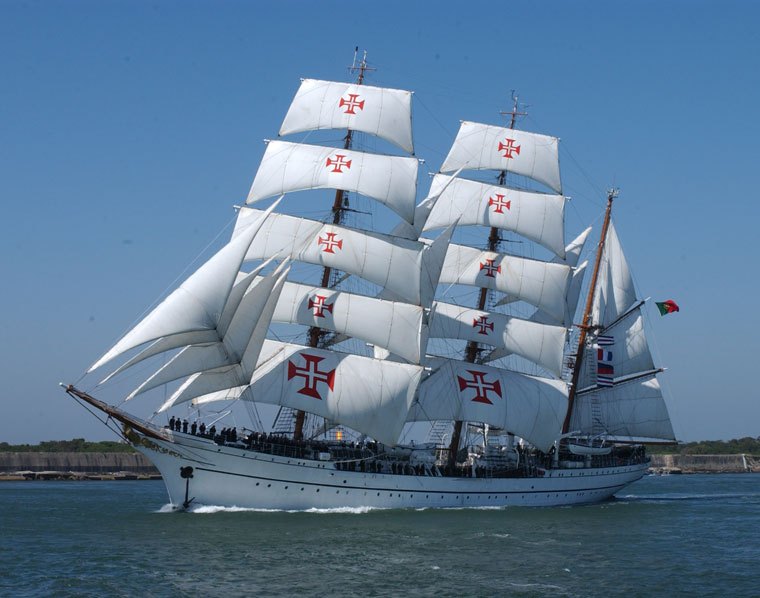
Das Schulschiff der portugiesischen Marine, die Sagres

Verschiedene christliche Orden hatten in der Geschichte Portugals große Bedeutung. Ihre Symbole finden sich daher auch in den nationalen Symbolen des Landes. Das grüne Lilienkreuz des Ritterordens von Avis nahm König Johann I. sogar in sein Wappen und die Flagge des Landes auf. Das Kreuz des Christusorden findet sich auf der Flagge Madeiras und auf den Segeln portugiesischer Schiffe, weswegen es zu einem Symbol der portugiesischen Seefahrt und Entdeckungsreisen wurde.

Ritterorden von Avis
Christusorden